# Črnec Rugvički
Črnec Rugvički falu Horvátországban Zágráb megyében. Közigazgatásilag Rugvicához tartozik.

## Fekvése
Zágráb központjától 24 km-re délkeletre, községközpontjától 4 km-re északkeletre, az A3-as autópálya mellett, a Črnec-patak partján fekszik.

## Története
A település azon a földön keletkezett, melyet 1209-ben II. András király a templomos lovagrendnek adományozott. A templomosok, majd a 14. századtól johanniták bozsjákói uradalmához tartozott. A faluban ma is élnek annak a Knez családnak a leszármazottai, akiknek őse a török elleni harcokban tanúsított vitézségéért nemesi rangot kapott. Története során, ahogy ma is a dugo seloi Szent Márton plébániához tartozott.
1857-ben 79, 1910-ben 79 lakosa volt. Trianon előtt Zágráb vármegye Dugo Seloi járásához tartozott. Később Dugo Selo község része volt. 1993-ban az újonnan alakított Rugvica községhez csatolták. 2001-ben 77 lakosa volt.

## Lakosság
| Lakosság változása | Lakosság változása | Lakosság változása | Lakosság változása | Lakosság változása | Lakosság változása | Lakosság változása | Lakosság változása | Lakosság változása | Lakosság változása | Lakosság változása | Lakosság változása | Lakosság változása | Lakosság változása | Lakosság változása |
| ------------------ | ------------------ | ------------------ | ------------------ | ------------------ | ------------------ | ------------------ | ------------------ | ------------------ | ------------------ | ------------------ | ------------------ | ------------------ | ------------------ | ------------------ |
| 1857               | 1869               | 1880               | 1890               | 1900               | 1910               | 1921               | 1931               | 1948               | 1953               | 1961               | 1971               | 1981               | 1991               | 2001               |
| 79                 | 72                 | 77                 | 78                 | 72                 | 79                 | 75                 | 77                 | 129                | 75                 | 70                 | 70                 | 66                 | 59                 | 77                 |

## Külső hivatkozások
Rugvica község hivatalos oldala